# Медолюб тиморський
Медолюб тиморський (Territornis reticulata) — вид горобцеподібних птахів родини медолюбових (Meliphagidae). Мешкає в Індонезії і Східному Тиморі.

## Поширення і екологія
Тиморські медолюби мешкають на острові Тимор та на сусідньому острові Семау. Вони живуть в саванах, сухих і вологих чагарникових заростях та у вологих тропічних лісах. Зустрічаються на висоті до 1200 м над рівнем моря.